# Eguen
Eguen o Egu, en la mitologia basca, era el déu del cel i la llum, encara que això, segons José Miguel de Barandiarán, no s'ha confirmat del tot.
Pel que sembla, l'arrel egu significa llum, però també ortzi o cel blau, com ortz i ost. També s'explica en relació amb aquests. Així seria un dia dedicat a la llum de l'alba o a la mateixa llum.
Pel que sembla, és una traducció fidel del mot "dijous" que s'utilitza avui en dia en llengües indoeuropees. En aquests idiomes, dijous és el dia del cel o el dia de la llum divina.
És per això que el mateix Barandiaran diu que Egu pot ser el Déu del cel blau o brillant.
A Biscaia, els dies dedicats al déu Egu s'anomenen: eguen (dijous) i eguazten (dimecres).
També hi ha molt de lèxic basc associat al nom egu: eguantza (alba), eguerdi (entre el matí i el vespre), eguargi (llum del dia), eguarte (el període de llum del dia, sobretot al vespre), egubakoizt (divendres), eguberri (solstici d'hivern), egunabar (alba), egunaldi (temps), egunari (calendari), etc.
Per crear la paraula ekaitz (tempesta), les paraules "Egu" i "Gaitz" estan connectades (Protobasc: * egu-gaitz).